# 中国大陆电视剧列表 (2013年)
本条目罗列2013年首播的中国大陆电视剧（含网络剧）。
颜色指引：  IP劇

## 电视剧（古装/民初/都市/婚姻/青春/科幻/卡通）
注：集数以国家广播电影电视总局公布为准，语言以普通话为主（如非特別註明），按首播日期排序
| 剧名                                     | 集数 | 制作 | 首播                                                                              | 主演                                                               | 题材 |
| ---------------------------------------- | ---- | ---- | --------------------------------------------------------------------------------- | ------------------------------------------------------------------ | ---- |
| 天真遇到现实                             | 34   | 2012 | 1月1日 江苏/东方/深圳卫视                                                         | 林永健、陈数、王龙华、代乐乐                                       | 婚姻 |
| 等你说爱我                               | 80   | 2012 | 1月1日 四川经视                                                                   | 康磊、徐悦、陶思源                                                 | 都市 |
| 我怀了你的孩子                           | 50   | 2012 | 1月1日 乐视网                                                                     | 邵兵、郭家铭、陈艾琳、徐洁儿                                       | 都市 |
| 宝贝计划                                 | 32   | 2011 | 1月5日 莱芜综合频道                                                               | 陈思成、李彩华、廖学秋、周浩东、宋轶、扎西顿珠                     | 婚姻 |
| 踮起脚尖吻到爱                           | 30   | 2011 | 1月6日 日本DATV，12月3日 陕西卫视                                                 | 金桢勋、姚笛、巫迪文、裴蓓、艾茹                                   | 都市 |
| 隋唐演义                                 | 62   | 2012 | 1月14日 东方/山东/深圳卫视                                                        | 严屹宽、姜武、张翰、王宝强、富大龙、杜淳                           | 古装 |
| 王者清风                                 | 38   | 2012 | 1月15日 绍兴新闻综合频道/浙江钱江都市频道                                         | 何晟铭、蒋梦婕、高洋、马文龙、吕佳容、王琳                         | 古装 |
| 唐朝浪漫英雄                             | 38   | 2011 | 1月21日 央视八套                                                                  | 周秀娜、方力申、李曼、陈奕、沈建宏、孟丽、叶童                     | 古装 |
| 财神有道                                 | 30   | 2010 | 1月21日 八度空間，2月18日 央视一套、2月21日 江西                                  | 陈键锋、锺欣潼、郑奇、何琢言、樊少皇、李国麟                       | 古装 |
| 小儿难养                                 | 35   | 2012 | 1月22日 湖南卫视金鹰独播剧场                                                      | 陈思成、宋佳、万茜、王耀庆                                         | 婚姻 |
| 狐仙                                     | 33   | 2011 | 1月25日 河南都市频道，2014年12月6日 广东/东南卫视                                 | 秋瓷炫、迟帅、樊少皇、徐锦江                                       | 古装 |
| 新保镖之翡翠娃娃                         | 32   | 2011 | 1月27日 湖北综合频道                                                              | 成勋、陈国坤、迟一株、白静、郭碧婷                                 | 古装 |
| 下辈子还嫁给你                           | 35   | 2012 | 1月28日 山东影视频道，3月29日 山东卫视                                            | 陈德容、张若昀、斓曦、陈昭荣、陈莎莉、午马                         | 民初 |
| 神医喜来乐传奇                           | 36   | 2012 | 1月29日 天津文艺频道，6月7日 山东/辽宁/陕西/河北卫视                              | 李保田、金玉婷、吴军、王晓晨                                       | 古装 |
| 新西厢记                                 | 33   | 2010 | 1月30日 央视八套                                                                  | 周奇奇、张晓晨、孙坚、邓家佳、王绘春、戚迹                         | 古装 |
| 白玉堂之局外局 / 穆桂英点将之生死卧底    |      | 26   | 1月30日 TVBS-Asia/Astro                                                           | 徐洪浩，张璇，陈小春，斯琴高娃                                     | 古装 |
| 李天腾与赵小宝（第二季）                 | 26   | 2012 | 2月1日 炫动卡通卫视频道                                                           | 何超、张晨璐                                                       | 青春 |
| 武林猛虎                                 | 34   | 2011 | 2月3日 南方经视/山东齐鲁频道/上海东方电影频道/重庆影视频道，2014年4月5日 东南卫视 | 释小龙、邬靖靖、曾江、午马                                         | 古装 |
| 笑傲江湖                                 | 42   | 2012 | 2月6日 湖南卫视金鹰独播剧场                                                       | 霍建华、陈乔恩、袁姗姗、陈晓、杨蓉、韩栋、邓莎                     | 古装 |
| 爱情自有天意 / 爱情心心相印              | 84   | 2012 | 2月11日 安徽/深圳/四川卫视                                                        | 戚薇、陈赫、娄艺潇、谢佳见、张丹峰、热依扎、赵志瑶                 | 都市 |
| 极品大作战                               | 6    | 2012 | 2月11日 东方卫视                                                                  | 王自健、陈嘉桦(Ella)、林海、狄志杰                                 | 都市 |
| 南少林荡倭英豪                           | 48   | 2011 | 2月13日 江苏影视频道                                                              | 张磊、张帆、张晋、黄曼                                             | 古装 |
| 独生子女的婆婆妈妈                       | 40   | 2011 | 2月14日 北京/湖北卫视                                                             | 李健、童瑶、刘一含、代乐乐                                         | 都市 |
| 盛夏晚晴天                               | 46   | 2012 | 2月15日 湖南经视，4月25日 江苏卫视                                                | 刘恺威、杨幂、吴建飞、樊少皇、梁又琳、王骁                         | 都市 |
| 等你回家                                 | 35   | 2011 | 2月15日 浙江教育科技频道                                                          | 宋佳、王靖云、何建泽、任东霖                                       | 都市 |
| 落跑甜心                                 | 30   | 2010 | 2月17日 湖南卫视(上午)                                                            | 陈翔、陈晓柯、武艺、郑靓歆、姜潮                                   | 青春 |
| 怒海情仇 / 胜利者                        | 35   | 2011 | 2月19日 江苏城市频道                                                              | 戴娇倩、霍政谚、蔡妍、张天其、钱泳辰、吕颂贤                       | 民初 |
| 胭脂霸王                                 | 36   | 2011 | 2月23日 湖南卫视(上午)                                                            | 杨紫、赵显宰、晨梓妍、王今铎、李修贤                               | 民初 |
| 华丽一族                                 | 38   | 2012 | 3月2日 湖南卫视第一周播剧场                                                       | 李欣汝、高以翔、李学庆                                             | 都市 |
| 贤妻                                     | 33   | 2012 | 3月3日 湖南卫视金鹰独播剧场                                                       | 刘涛、保剑锋、洪小玲、谢祖武                                       | 婚姻 |
| 女人的武器                               | 38   | 2012 | 3月4日 湖南电视剧频道                                                             | 韩雪、罗嘉良、胡兵                                                 | 都市 |
| 青春期撞上更年期2                        | 44   | 2012 | 3月6日 东方/北京(后停播)/天津卫视                                                 | 马伊琍、杜淳、刘莉莉、李光复                                       | 婚姻 |
| 滚滚红尘                                 | 36   | 2012 | 3月7日 汕头新闻综合频道，9月18日 东南/广西卫视                                    | 秦岚、郑嘉颖、杨烁、徐洁儿、涂黎曼                                 | 民初 |
| 鸳鸯佩 / 缘定终生                        | 36   | 2012 | 3月11日 湖南影视频道，2015年8月21日 江西/广西卫视                                 | 马浚伟、张檬、黄少祺、俞小凡                                       | 民初 |
| 爱的契约                                 | 30   | 2011 | 3月14日 上海教育电视台                                                            | 夏凡、赵柯、刘晓晔、陶昕然                                         | 都市 |
| 第22条婚规                               | 40   | 2012 | 3月16日 江苏/山东/辽宁卫视                                                        | 黄圣依、宋小宝、郑罗茜、张钧涵、杨子                               | 都市 |
| 叶问                                     | 50   | 2012 | 3月16日 山东齐鲁频道，8月1日 四川/贵州/河南/新疆卫视                              | 郑嘉颖、韩雪、刘小锋、周秀娜、宋洋                                 | 民初 |
| 赵氏孤儿案                               | 45   | 2011 | 3月17日 央视一套                                                                  | 吴秀波、孙淳、应采儿、王雨                                         | 古装 |
| 百万新娘之爱无悔                         | 72   | 2012 | 3月17日 湖南卫视金鹰独播剧场                                                      | 李宗翰、张咏棋、李进荣、张亮、小李琳、夏台凤、张迪、唐艺昕、涂黎曼 | 都市 |
| 像小朵一样                               | 35   | 2012 | 3月19日 視頻網                                                                    | 种丹妮、金亿、邱胜翊、米露、宇婕                                   | 都市 |
| 恋了爱了                                 | 31   | 2012 | 3月29日 江苏卫视                                                                  | 严屹宽、杜若溪、高瑜、岳跃利、沈泰、莫少聪                         | 都市 |
| 香瓜七兄弟第一季                         | 78   | 2012 | 3月29日 辽宁卫视                                                                  | 柳岩、王宁                                                         | 青春 |
| 天下人家 / 幸福年代                      | 32   | 2011 | 4月1日 扬州城市频道                                                               | 于和伟、李依晓、杨童舒、霍青                                       | 都市 |
| 没有承诺的爱 / 富二代 / 豪门绝恋         | 28   | 2010 | 4月2日 视频网、2015年1月5日 舟山生活频道                                          | 朱孝天、黄圣依、何洁、韩栋、杨子、邬倩倩                           | 都市 |
| 画皮之真爱无悔                           | 42   | 2012 | 4月3日 江阴民生频道，7月9日 央视一套                                              | 刘恺威、颖儿、白冰、乔振宇、徐正曦、茅子俊                         | 古装 |
| 女人要过好日子                           | 36   | 2012 | 4月8日 山东影视频，2014年9月24日 辽宁卫视                                         | 沈傲君、巩峥、陈志朋、叶倩云、张岩（客串:沈丹萍）                  | 都市 |
| 爱的创可贴                               | 32   | 2012 | 4月10日 江苏卫视                                                                  | 张睿家、陈彦妃、魏千翔、杨蓉、曾之乔、邹廷威                       | 都市 |
| 云上的诱惑                               | 28   | 2012 | 4月13日 湖南卫视第一周播剧场                                                      | 谭凯、李泰兰、曾泳醍、张博、冯邵一、殷叶子                         | 都市 |
| 巴啦啦小魔仙之奇迹舞步                   | 52   | 2012 | 4月19日 湖南金鹰卡通                                                              |                                                                    | 卡通 |
| 同在屋檐下                               | 40   | 2012 | 4月22日 深圳电视台都市频道，10月10日 江西/贵州/内蒙古卫视                         | 贾静雯、郝平、马德钟、高洋                                         | 婚姻 |
| 英雄                                     | 38   | 2011 | 4月23日 中視                                                                      | 郑嘉颖、谢天华、陈翔、颖儿、朱孝天、张立昕                         | 古装 |
| 十三格格新传                             | 33   | 2010 | 4月24日 南京影视频道                                                              | 朱媛媛、张世、袁姗姗、张粟、刘劲、李玉峰                           | 民初 |
| 隐婚日记 / 嫁给爱情                      | 35   | 2012 | 4月25日 浙江经济生活频道/宁波经济生活频道，2014年6月26日 江西卫视                 | 李晨、韩雨芹、贾青、潘虹                                           | 婚姻 |
| 断奶                                     | 32   | 2012 | 4月26日 天津滨海频道，5月28日 东方卫视                                            | 张小磊、佟丽娅、雷佳音、林源、罗晋                                 | 婚姻 |
| 幸福的面条                               | 40   | 2012 | 4月28日 浙江卫视                                                                  | 尹施允、李菲儿、张峻宁、高曙光、王思懿、金甫美                     | 都市 |
| 婚姻之痒                                 | 40   | 2008 | 5月3日 吉林都市频道                                                               | 李修贤、姜大卫、潘虹、彭玉                                         | 婚姻 |
| 天才碰麻瓜                               | 30   | 2011 | 5月5日 湖南卫视第一周播剧场                                                       | 路宏、姜瑞佳、林佑威、高曙光                                       | 青春 |
| 陆贞传奇                                 | 45   | 2012 | 5月5日 湖南卫视金鹰独播剧场                                                       | 赵丽颖、陈晓、乔任梁、杨蓉、张可颐、刘雪华、吴映洁、唐艺昕、姜鴻   | 古装 |
| 亲情保卫战                               | 30   | 2012 | 5月12日 福建电视剧频道/江西公共频道，2014年4月1日 央视八套                        | 陈意涵、千正明                                                     | 都市 |
| 宝贝                                     | 40   | 2012 | 5月14日 江苏/浙江/东方/贵州卫视                                                   | 张萌、牛莉、张铎、孟丽、雷佳音                                     | 婚姻 |
| 等待绽放 / 青春的颜色                    | 30   | 2012 | 8月9日 厦门生活频道，5月10日 深圳卫视(5月17日停播)                                | 张翰、江铠同、李曼、赵楚仑                                         | 都市 |
| 我要当空姐 / 回到最爱的那一天            | 28   | 2012 | 5月22日 新疆经济生活频道                                                          | 白冰、陈楚河、谷智鑫、程媛媛、姜超                                 | 都市 |
| 巾帼大将军                               | 40   | 2012 | 5月26日 安徽影视频道，8月15日 东南卫视                                            | 江若琳、陈思成、袁弘、刘梓妍、潘虹                                 | 古装 |
| 爱在春天                                 | 62   | 2012 | 5月28日 湖南卫视金鹰独播剧场                                                      | 袁姗姗、俞灏明、徐璐、陈燃、赵韩樱子                               | 民初 |
| 新恋爱时代                               | 36   | 2012 | 6月10日 江苏/东方卫视                                                             | 姚笛、任重、高露、郑凯                                             | 都市 |
| 薛丁山                                   | 40   | 2011 | 6月11日 四川公共频道，2014年4月29日 陕西卫视                                      | 迟帅、樊少皇、傅淼、何彦霓、汤镇业、吴樾                           | 古装 |
| 幸福保卫战                               | 30   | 2012 | 6月16日 湖南卫视(上午)                                                            | 贾一平、赵子琪、冯嘉怡、刘梓娇 、张浩天 、李倩                     | 都市 |
| 完美新娘                                 | 34   | 2012 | 6月16日 山东齐鲁频道，2014年1月8日 东南卫视                                       | 郭珍霓、谢祖武、陈昭荣、王宇婕、赵圆圆                             | 民初 |
| 娘心                                     | 43   | 2012 | 6月18日 江苏城市频道，2017年6月1日 江西卫视                                       | 马雅舒、宗峰岩、任天野、符荷晴                                     | 民初 |
| 闺中密友                                 | 36   | 2012 | 6月19日 湖南电视剧频道，11月18日 安徽卫视                                         | 杜若溪、洪小铃、严屹宽、陶慧娜                                     | 都市 |
| 新神探联盟之包大人来了                   | 38   | 2012 | 6月21日 扬州新闻频道，7月26日 央视一套                                            | 张铎、王凯、胡宇威、张俪、李欣汝                                   | 民初 |
| 像火花像蝴蝶                             | 35   | 2012 | 6月22日 江苏/东方卫视                                                             | 江一燕、胡军、江宏恩、霍政谚、王艳、郑国霖                         | 民初 |
| 辣妈俏爸                                 | 34   | 2012 | 6月28日 广东珠江频道，2016年4月25日 东南卫视                                      | 胡杏儿、于波、马天宇、吴孟达、谢园、方青卓                         | 古装 |
| 战国小兵 / 大兵小将                      | 32   | 2012 | 6月29日 上海电视剧频道                                                            | 小沈阳、唐曾、徐璐、姚笛、白百何、汤镇业、梁大维、麦迪娜、邓紫衣   | 古装 |
| 天天有喜                                 | 70   | 2012 | 6月30日 湖南卫视金鹰独播剧场                                                      | 陈浩民、穆婷婷、谭耀文、陈紫函、归亚蕾、陈威翰                     | 古装 |
| 非缘勿扰                                 | 36   | 2012 | 7月1日 央视一套(下午)                                                             | 苏有朋、秦岚、熊乃瑾、李明珠、谭俊彦                               | 都市 |
| 新洛神                                   | 68   | 2012 | 7月2日 河北经视，7月4日 江苏卫视                                                  | 李依晓、杨洋、张迪、李进荣、姜鴻                                   | 古装 |
| 艾乐乐的罗曼蒂克                         | 35   | 2012 | 7月2日 南方影视频道                                                               | 陈楚河、刘芸、李金哲                                               | 都市 |
| 精忠岳飞                                 | 72   | 2011 | 7月4日 浙江/安徽/山东/天津卫视                                                    | 黄晓明、罗嘉良、邵兵、丁子峻、林心如、张馨予、张嘉倪               | 古装 |
| 杜拉拉之似水年华                         | 36   | 2012 | 7月4日 东方卫视                                                                   | 焦俊艳、王雷、翟天临、杨恭如、陈彦妃、馨子、张亮、郑逸桐           | 都市 |
| 大明按察使                               | 35   | 2012 | 7月7日 央视一套                                                                   | 姚橹、丁勇岱、李芯逸、高鑫、艾东                                   | 古装 |
| 爱的相对论                               | 34   | 2012 | 7月8日 吉林都市频道，12月4日 东南卫视                                             | 罗晋、王媛可、李勤勤、林京来、赵正阳                               | 都市 |
| 武松                                     | 50   | 2012 | 7月8日 湖南经视，8月14日 山东/黑龙江卫视                                          | 游大庆、孙耀琦、张翰(台)、潘长江、蒋林静、汤镇业、惠英红           | 古装 |
| 追鱼传奇                                 | 35   | 2012 | 7月13日 湖南卫视第一周播剧场                                                      | 赵丽颖、关智斌、丁子峻、戴娇倩                                     | 古装 |
| 全民公主                                 | 32   | 2011 | 7月17日 东方卫视                                                                  | 安以轩、孙艺洲、周韦彤、李承炫、王志飞、陈莎莉                     | 都市 |
| 花木兰传奇                               | 57   | 2011 | 7月18日 央视一套                                                                  | 侯梦瑶、郭品超、刘德凯、吕良伟                                     | 古装 |
| 三十岁，你好                             | 30   | 2011 | 7月20日 吉林都市频道，12月4日 江西卫视                                            | 杜淳、马苏、隋兰、张煜                                             | 都市 |
| 忽必烈传奇 / 建元风云                    | 55   | 2011 | 7月21日 湖南电视剧频道                                                            | 胡军、佘诗曼、马浚伟、吕良伟                                       | 古装 |
| 婚前协议                                 | 40   | 2012 | 7月22日 扬州城市频道，2015年4月15日 陕西/辽宁卫视                                 | 何晟铭、白冰、于和伟、王琳、王黎雯、宋允皓                         | 都市 |
| 棋逢对手                                 | 37   | 2012 | 7月27日 河北/厦门卫视                                                             | 黄轩、王子文、邓萃雯、黄觉、黄猛、殷叶子                           | 都市 |
| 生死相依                                 | 42   | 2012 | 7月28日 江苏卫视                                                                  | 李宗翰、蒋梦婕、韩雯雯、何佳怡、涂黎曼                             | 都市 |
| 龙门镖局                                 | 40   | 2012 | 7月30日 东方/安徽/天津/湖北卫视                                                   | 袁咏仪、郭京飞、刘冠麟、李倩、钱芳                                 | 古装 |
| 今夜天使降临 / 辣妈大作战                | 36   | 2012 | 7月31日 浙江/深圳/陕西卫视                                                        | 马苏、李小冉、刘涛、李晨、秦海璐、鲍起静                           | 都市 |
| 花非花雾非雾                             | 50   | 2012 | 8月6日 湖南卫视金鹰独播剧场                                                       | 李晟、张睿、朱镇模、林心如、姚元浩、万茜、杨紫                     | 青春 |
| 失恋33天                                 | 28   | 2012 | 8月8日 济南影视频道，8月14日 天津/陕西卫视                                        | 姚笛、张默                                                         | 都市 |
| 独生子                                   | 36   | 2012 | 8月13日 天津新闻频道，2014年2月17日 山东/深圳/山西卫视                            | 林申、朱杰、刘莉莉、李光复                                         | 婚姻 |
| 恋爱相对论 / 爱上狮子座                  | 33   | 2012 | 8月13日 西安白鸽都市频道，2014年9月26日 广东、9月29日 云南                        | 甘婷婷、朴海镇、张俪、林宇中                                       | 都市 |
| 兰陵王                                   | 46   | 2012 | 8月14日 浙江/东方/深圳/云南卫视                                                   | 冯绍峰、林依晨、陈晓东、翟天临、毛林林、胡宇威、魏千翔             | 古装 |
| 紫钗奇缘                                 | 43   | 2012 | 8月14日 山东影视频道                                                              | 林峯、叶璇、陈怡蓉、程诚、郑逸桐                                   | 古装 |
| 爱情悠悠药草香                           | 48   | 2013 | 8月15日 安徽/江苏卫视                                                             | 娄艺潇、韩栋、宣萱、钱泳辰、倪虹洁、夏台凤、曾江、吕颂贤           | 民初 |
| 左手亲情，右手爱                         | 35   | 2012 | 8月21日 青岛影视频道，2014年5月4日 央视八套                                       | 黄明、张佳宁、徐囡楠、恬妞                                         | 都市 |
| 唐宫燕                                   | 46   | 2011 | 8月24日 湖南卫视第一周播剧场                                                      | 刘庭羽、刘心悠、李承铉、惠英红、何赛飞、杨恭如、陈秀丽             | 古装 |
| 璀璨人生                                 | 57   | 2012 | 8月27日 湖南卫视金鹰独播剧场                                                      | 何润东、李沁、张勋杰、阚清子                                       | 都市 |
| 小爸爸                                   | 33   | 2012 | 9月2日 浙江卫视/东方/深圳/陕西卫视                                                | 文章、马伊俐、王耀庆                                               | 都市 |
| 老公的春天                               | 36   | 2013 | 9月2日 安徽/山东/山西/河北卫视                                                    | 张国立、张歆艺、王雅捷、李明启                                     | 婚姻 |
| 抹布女也有春天                           | 42   | 2012 | 9月2日 江苏卫视                                                                   | 海清、张译、芦芳生                                                 | 都市 |
| 曹操                                     | 41   | 2011 | 9月4日 日本发行DVD，2015年9月7日 安徽卫视(22ː00)                                  | 赵立新、韩雪、王翰、孙洪涛、古巨基                                 | 古装 |
| 爱在飞 / 和爱一起飞                      | 23   | 2008 | 9月10日 吉林都市频道                                                              | 聂远、吴奇隆、薛佳凝                                               | 都市 |
| 辣妈正传                                 | 38   | 2013 | 9月14日 浙江/东方/安徽/深圳卫视                                                   | 孙俪、张译、明道、邬君梅、张晨光、奚美娟、秦沛                     | 都市 |
| 说好不流泪                               | 36   | 2012 | 9月18日 辽宁影视娱乐频道                                                          | 张庭、景岗山、奚美娟                                               | 都市 |
| 青春不言败                               | 28   | 2010 | 9月18日 深圳都市频道，2018年11月28日 江西卫视                                     | 靳东、李佳                                                         | 都市 |
| 放开我的手                               | 32   | 2012 | 9月20日 山西影视频道                                                              | 毕彦军、任泉、阎娜、王雨                                           | 都市 |
| 泪洒女人花                               | 38   | 2012 | 9月25日 上海电视剧频道，2015年3月14日 东南卫视                                    | 胡静、翟天临、于毅、翁虹、馨子                                     | 民初 |
| 红轿子                                   | 32   | 2012 | 9月28日 湖州新闻综合频道                                                          | 张娜拉、霍政谚、寇世勋、谢祖武                                     | 民初 |
| 同心兄弟                                 | 30   | 2012 | 9月28日 山东/东方卫视(凌晨)                                                       | 杨童舒、郭东文                                                     | 乡土 |
| 爱情面前谁怕谁                           | 36   | 2012 | 9月28日 浙江卫视                                                                  | 霍思燕、张晓龙、陈紫函、习雪、许还幻、潘虹                         | 都市 |
| 胜女的代价2                              | 38   | 2012 | 9月28日 湖南卫视第一周播剧场                                                      | 张翰、郑爽、江语晨、乔任梁                                         | 都市 |
| 小两口                                   | 32   | 2012 | 9月28日 深圳卫视                                                                  | 韩彩英、贾乃亮、吴樾、吴辰君、张天妤                               | 都市 |
| 因为爱情有多美 / 因为爱情有晴天          | 80   | 2013 | 9月29日 湖南卫视金鹰独播剧场                                                      | 赵韩樱子、海陆、蒋毅、彭冠英、李泰、张含韵                         | 都市 |
| 九丹 / 九九女儿红 / 吉人自有天相         | 37   | 2012 | 9月29日 湖南電視劇频道，2017年12月10日 江西卫视                                   | 赖雅妍、赵锦焘、丁勇岱、周知、田丽、林子聪                         | 民初 |
| 真爱惹麻烦                               | 40   | 2012 | 10月4日 央视一套(下午)                                                            | 袁弘、吕一、孙骁骁、林佑威                                         | 都市 |
| 广告风云                                 | 24   | 2010 | 10月5日 重庆北碚综合频道(复播)                                                    | 林峯、唐嫣、马德钟、陈燃、袁弘、朱璇、迟帅                         | 都市 |
| 到爱的距离                               | 30   | 2013 | 10月8日 山东电视影视频道，10月14日 东方卫视                                       | 李晨、靳东、崔心心、李佳、潘虹、张馨予                             | 都市 |
| 8090向前冲                               | 40   | 2010 | 10月9日 湖南卫视(下午)                                                            | 俞灏明、石筱群、谭耀文、徐箭、陈彦妃                               | 都市 |
| 如锦 / 风雨情满楼                        | 40   | 2012 | 10月13日 南宁新闻综合频道，11月24日 央视八套                                      | 温峥嵘、江宏恩、李修蒙、程瑶瑶、毛毅、宫媛                         | 民初 |
| 莞香                                     | 30   | 2012 | 10月14日 广东公共频道                                                             | 刘钧、曹颖、颜丹晨、廖京生                                         | 古装 |
| 茶颂                                     | 33   | 2012 | 10月15日 央视八套                                                                 | 罗刚、王力可、陈逸恒、杨冬                                         | 古装 |
| 红墙绿瓦之残阳 / 宫锁秘史                | 43   | 2010 | 10月16日 视频网、2014年4月30日 八大第一台                                         | 李诚儒、朱紫汶、陈莉娜、蒋恺                                       | 古装 |
| 独有英雄                                 | 34   | 2012 | 10月20日 郑州新闻综合频道/辽宁影视频道，10月31日 湖北/新疆卫视                    | 周一围、薛佳凝、李小冉、包贝尔、张晞临、倪大宏                     | 古装 |
| 我家有个赵大咪                           | 35   | 2012 | 10月21日 湖南卫视(下午)                                                           | 修杰楷、潘时七、张伦硕、魏巍、赵子靓，文梦洋                       | 都市 |
| 未婚妻                                   | 36   | 2011 | 10月26日 湖南卫视第一周播剧场                                                     | 丹尼斯·吴、马思纯、陈彦妃                                          | 都市 |
| 一克拉梦想                               | 55   | 2012 | 10月27日 深圳卫视                                                                 | 蒋梦婕、姚元浩、迟帅、阚清子                                       | 都市 |
| 金玉满堂                                 | 44   | 2012 | 10月29日 浙江卫视                                                                 | 胡杏儿、黄少祺、穆婷婷、蒋毅                                       | 都市 |
| 千金归来                                 | 50   | 2013 | 10月30日 东方/四川/黑龙江/云南卫视                                                | 李沁、李易峰、李威、赵文瑄、郑佩佩                                 | 都市 |
| 我们这拨人                               | 32   | 2010 | 11月1日 湖南卫视(下午)                                                            | 夏雨、廖凡、宋佳、白百何、郭京飞                                   | 都市 |
| 咱们结婚吧                               | 50   | 2012 | 11月6日 湖南卫视/央视一套                                                         | 高圆圆、黄海波、王彤、凯丽、柳岩                                   | 都市 |
| 爱闪亮 / 闪亮爱                          | 70   | 2013 | 11月14日 江苏卫视                                                                 | 江铠同、范逸臣、徐正曦、江若琳                                     | 都市 |
| 老有所依                                 | 41   | 2012 | 11月18日 浙江/东方/北京/天津卫视                                                  | 刘涛、张铎、乔振宇、王倩一                                         | 都市 |
| 最美的时光                               | 40   | 2012 | 11月20日 湖南卫视金鹰独播剧场                                                     | 钟汉良、张钧甯、贾乃亮、韩熙庭                                     | 都市 |
| 女神办公室第一季                         | 20   | 2013 | 11月25日 广西卫视                                                                 | 高高、凌莞雯、袁嘉雨、易易紫                                       | 都市 |
| 天使艾美丽                               | 39   | 2012 | 11月28日 央视一套(下午)                                                           | 芦芳生、邵桐、刘文治、刘交心                                       | 都市 |
| 铠甲勇士拿瓦                             | 52   |      | 11月29日 广东嘉佳卡通频道                                                         | 许峰、曹曦月、刘芮麟                                               | 科幻 |
| 花开半夏                                 | 30   | 2011 | 11月30日 湖南卫视第一周播剧场                                                     | 李沁、林申、张嘉倪、苗侨伟、杨洋、阚清子                           | 都市 |
| 恋歌                                     | 26   | 2012 | 12月3日 四川卫视                                                                  | 张若昀、吴婷、陈奕龙、周庭伊、周子涵                               | 都市 |
| 春天的绞刑架 / 绞刑架下的春天 / 浪子回头 | 43   | 2013 | 12月5日 湖南电视剧频道，2014年2月24日 南方卫视                                    | 严屹宽、李念、刘小锋、张延、陈锦鸿、归亚蕾                         | 民初 |
| 女人帮                                   | 36   | 2012 | 12月11日 浙江卫视                                                                 | 蒋雯丽、邬君梅、梁静                                               | 都市 |
| 天堂不相信眼泪                           | 49   | 2013 | 12月12日 福建电视剧频道                                                           | 李好、李彩华、刘梓娇、汤镇宗、蒋林静、李梦                         | 都市 |
| 烽火佳人                                 | 52   | 2012 | 12月14日 安徽/深圳/河北卫视                                                       | 舒畅、陈键锋、乔振宇、李智楠、石筱群、谭凯                         | 民初 |
| 幸福媳妇成长记                           | 36   | 2012 | 12月15日 江苏卫视                                                                 | 甘婷婷、戴娇倩、李健                                               | 都市 |
| 保卫孙子                                 | 30   | 2012 | 12月15日 深圳电视台都市频道，2014年7月11日 东方卫视                               | 潘虹、王华英、高洋、方子春、李沁                                   | 都市 |
| 土地公土地婆                             | 55   | 2012 | 12月20日 厦门生活频道，2014年1月1日 深圳卫视                                      | 谭耀文、穆婷婷、周明增、陈威翰、田重                               | 古装 |
| 天龙八部                                 | 54   | 2012 | 12月22日 湖南卫视金鹰独播剧场(后停播)、2014年1月17日 浙江卫视                     | 钟汉良、金起范、韩栋、张檬、贾青、宗峰岩、毛晓彤、赵圆瑗、张馨予   | 古装 |
| 恋爱的那点事儿                           | 35   | 2012 | 12月23日 浙江卫视                                                                 | 杜淳、佟丽娅、周一围、薛佳凝、徐小飒                               | 都市 |
| 同居男女（語言為粵語）                   | 13   | 2013 | 12月27日 南方综艺频道                                                             | 蔡雨晴、许燕玲、孙咏盈(毛毛)、郭嘉峰、曾文瀚                       | 都市 |
| 舞乐传奇                                 | 42   | 2012 | 12月31日 央视八套                                                                 | 秋瓷炫、林更新、于荣光、宣璐、苏倩薇                               | 古装 |
| 温柔的诱惑                               | 38   | 2012 | 12月31日 天津都市频道，2014年5月31日 山东(下午)/6月7日 河北(上午)                 | 侯天来、韩烨、杨梓嫣、钟凯、顾佳                                   | 都市 |

## 网络剧
注：沒有于国家广播电影电视总局備案，按首播日期排序
| 剧名                      | 集数 | 制作 | 首播                         | 主演 | 题材 |
| ------------------------- | ---- | ---- | ---------------------------- | --- | ---- |
| 我叫郝聪明                | 25   | 2012 | 3月12日 乐视网               | 张子萱、彭冠英、迟佳、张钧涵、赵晶 | 青春 |
| 我的极品是前任 / 极品女士 | 6    |      | 5月9日 搜狐视频/北京影视频道 | 于莎莎、陈柏霖、佟大为、伊一、王学兵 | 都市 |
| 唐朝好男人                | 40   | 2012 | 5月22日 乐视网               | 张钧涵、殷旭、战菁一、张予曦 | 古装 |
| 屌丝男士第二季            | 6    |      | 6月5日 乐视网                | 董成鹏(大鹏) | 都市 |
| 101次告白                 | 3    | 2012 | 7月3日 优酷                  | 李宗霖、郑瀚、关晓彤、安亚欧、卓依琴 | 青春 |
| 我为宫狂                  | 9    | 2013 | 8月1日 腾讯视频              | 孙耀琦、張哲翰、袁姗姗、麦迪娜、杨蓉 | 科幻 |
| 万万没想到第一季          | 15   |      | 8月6日 优酷                  | 白客、葛布、易小星、张本煜 | 喜剧 |
| 乐俊凯                    | 9    | 2013 | 8月13日 搜狐视频             | 何润东、张钧甯 | 都市 |
| 快乐Elife                 | 20   | 2012 | 10月16日 腾讯视频            | 何炅、付梦妮、姜雨辰、柴格、彭宇、张晓晨（客串:柴格、杜海涛、李晟、李佳航、朱丹、汪涵、李艾、郁可唯、柳岩、海陆、蒲巴甲、王栎鑫、沈梦辰、李锐、魏巍、魏哲浩）                 | 青春 |
| 钱多多炼爱记              | 10   |      | 10月22日 搜狐视频            | 高以翔、尹航、隋凯、周韦彤、赵奕欢、谢依霖、王阳明、朱丹 | 都市 |
| 女人帮·妞儿第二季         | 12   | 2012 | 11月6日 乐视网               | 李小璐、熊乃瑾、甘薇、江奇霖、戚迹、彭冠英 | 都市 |
| 美人季                    | 24   | 2013 | 11月14日 腾讯视频            | 袁文康，刘羽琦（客串:沙溢，李光洁，陈晓东，包贝尔，乔任梁，陈紫函，薛佳凝）                                                                                                   | 都市 |
| 极品女士第二季            | 6    |      | 11月27日 搜狐视频            | 于莎莎 (客串：毕夏、曹云金、大鹏、杜海涛、郭采洁、何洁、何云伟、赫子铭、金世佳、姜潮、宫哲、李菁、刘忻、李琦、谭杰希、午马、武艺、肖旭、徐云龙、叶一茜、张铎、张恒远、张嘉倪) | 都市 |
| XGirl / 妙探三姐妹        | 30   | 2012 | 12月10日 乐视网              | 周秀娜、李昕岳、王茗、张经伟 | 都市 |
| 报告老板第一季            | 10   |      | 12月30日 优酷/土豆网         | 白客、刘循子墨、小爱 | 都市 |
| 人生需要揭穿              | 20   | 2012 | 12月30日 爱奇艺              | 傅亨、周楚楚、杨瀚、喬喬 | 都市 |

## 电视剧（谍战/抗战/年代/革命/乡土/生活/涉案/军旅）
注：集数以国家广播电影电视总局公布为准，语言以普通话为主，按首播日期排序
| 剧名                                            | 集数 | 专题                       | 首播(地方台/视频网)                  | 首播(卫视/央视)                                               | 主演                                                                    | 题材 |
| ----------------------------------------------- | ---- | -------------------------- | ------------------------------------ | ------------------------------------------------------------- | ----------------------------------------------------------------------- | ---- |
| 石榴红了                                        | 36   |                            |                                      | 1月1日 辽宁卫视                                               | 姜超、于月仙、句号                                                      | 生活 |
| 烈焰                                            | 29   | 网页（页面存档备份，存于） | 1月2日 太原影视频道                  | 6月19日 河北卫视                                              | 马苏、周一围、姜宏波、王劲松                                            | 乡土 |
| 俺娘苏春草                                      | 20   | 网页（页面存档备份，存于） | 1月6日 河北农民频道                  |                                                               | 张伟红、姚景健、尹云龙、安宁、武庆浩(注:主创人员都是草根百姓)           | 乡土 |
| 盛宴                                            | 34   |                            | 1月8日 上海东方电影频道              |                                                               | 刘汉强、李芯逸、谭耀文、习雪、矢野浩二、廖碧儿、唐文龙                  | 谍战 |
| 西藏秘密                                        | 50   | 网页（页面存档备份，存于） |                                      | 1月9日 央视八套                                               | 郭晓东、沈傲君、姚文婷、蒲巴甲                                          | 乡土 |
| 小鬼子走着瞧 / 传奇英雄                         | 40   | 网页                       | 1月13日 山东齐鲁频道                 | 5月20日 四川/重庆/云南卫视                                    | 海顿、颜丹晨、杨童舒                                                    | 抗战 |
| 我的左手右手                                    | 32   | 网页（页面存档备份，存于） | 1月13日 天津文艺频道                 |                                                               | 张少华、苏岩、林申、徐露                                                | 生活 |
| 全家福                                          | 48   | 网页（页面存档备份，存于） |                                      | 1月14日 央视一套                                              | 吴刚、秦海璐、岳秀清、郝平、钱波                                        | 年代 |
| 那金花和她的女婿                                | 37   | 网页（页面存档备份，存于） | 1月15日 南京新闻综合频道             | 4月16日 湖南卫视金鹰独播剧场                                  | 何赛飞、胡亚捷、何琳、曹翠芬、马德钟、何琳、胡亚捷                      | 生活 |
| 你好岳父大人 / 家事也是事                       | 30   | 网页（页面存档备份，存于） | 1月18日 北京影视频道                 |                                                               | 韩童生、张桐                                                            | 生活 |
| 内线前传                                        | 30   |                            | 1月19日 上海东方电影频道             | 9月14日 陕西卫视                                              | 孙耀威、孙菲菲、马德钟、吴京安、周庭伊                                  | 谍战 |
| 都是兄弟                                        | 33   |                            | 1月20日 上海电视剧频道               | 2月21日 陕西卫视                                              | 吴京安、韩青、王龙华、普超英                                            | 生活 |
| 雳剑                                            | 38   | 网页（页面存档备份，存于） |                                      | 1月23日 黑龙江/云南/河南卫视                                  | 乔鹏樾、张若昀、朱杰、蔡蝶、蓝盈莹                                      | 抗战 |
| 五台山抗日传奇之女兵排 / 五台山抗日传奇之女尼排 | 45   | 网页（页面存档备份，存于） | 1月24日 南方影视频道                 |                                                               | 张卫健、李彩华、包小柏、惠英红、叶祖新                                  | 抗战 |
| 烽火铁骑 / 铁血女骑兵 / 黑玫瑰之铁血女骑兵      | 26   |                            | 1月25日 山东齐鲁频道                 | 12月31日 吉林/新疆卫视                                        | 朱泳腾、傅淼、段钧豪                                                    | 抗战 |
| 门第                                            | 36   | 网页（页面存档备份，存于） | 1月26日 北京影视频道                 | 5月29日 安徽/深圳/河南/四川/山东卫视                          | 佟大为、于明加、于嘉丽、于小伟                                          | 生活 |
| 我的极品老妈                                    | 30   | 网页（页面存档备份，存于） |                                      | 1月28日 吉林/河南/湖北卫视                                    | 斯琴高娃，王姬，刘佩琦                                                  | 生活 |
| 雅典娜女神 / 青春烈火                           | 32   | 网页（页面存档备份，存于） | 2月12日上海电视剧频道                | 2014年6月10日 江西/湖北/贵州卫视                              | 叶璇、刘恩佑、巫迪文、莫小棋                                            | 谍战 |
| 乡村爱情变奏曲                                  | 50   | 网页（页面存档备份，存于） |                                      | 2月12日 江苏/山东/天津/辽宁/黑龙江                            | 赵本山、刘小光、唐鉴军、贺树峰、毕畅                                    | 乡土 |
| 英雄使命 / 女子炸弹部队2 / 抗日女侠             | 42   |                            | 2月14日 湖南电视剧频道               | 4月16日 北京/四川/贵州卫视                                    | 王珂、王新、周楚楚、高斯                                                | 抗战 |
| 带泪梨花之美丽重生/美丽重生                     | 34   |                            | 2月17日 上海东方电影频道/红河电视台  | 2014年10月30日 贵州卫视(上午)                                 | 赵晓雪、柳佳佳、张宏伟、曹海、李佳                                      | 涉案 |
| 明日已太远 / 独爱一生                           | 30   |                            | 2月17日 舟山综合频道                 |                                                               | 李芯逸、王小毅、习雪                                                    | 年代 |
| 重返大福村                                      | 35   |                            |                                      | 2月17日 央视八套(下午)                                        | 徐玺涵、胡先煦、翟小兴、许歌                                            | 生活 |
| 劝和小组                                        | 32   | 网页（页面存档备份，存于） |                                      | 2月25日 央视一套                                              | 于荣光、归亚蕾、潘虹、鲍起静、吕中、于小彤                              | 生活 |
| 守望                                            | 24   |                            |                                      | 2月27日 央视八套                                              | 傅冲，何中华                                                            | 生活 |
| 樱桃红                                          | 38   | 网页（页面存档备份，存于） |                                      | 3月2日 江苏/山东/辽宁/黑龙江卫视                              | 宋小宝、赵本山、沈春阳、杨冰、彭雨柔                                    | 乡土 |
| 大学生士兵的故事2                               | 25   |                            |                                      | 3月4日 央视八套(下午)                                         | 毛孩、刘芸杉、刘亚津、张国丰、林永健                                    | 军旅 |
| 铁腕行动                                        | 23   |                            | 3月6日 北京影视频道(下午)            | 9月7日 北京/重庆卫视(下午)                                    | 李修贤，安泽豪                                                          | 涉案 |
| 对与决                                          | 29   | 网页（页面存档备份，存于） | 3月12日 湖南经视                     | 2016年8月25日 天津，26日 吉林卫视                             | 连奕名、何政军、丁海峰、赵子惠、徐立                                    | 抗战 |
| 毕有财                                          | 34   |                            |                                      | 3月14日 北京卫视                                              | 林永健、宁静、刘蓓、周冬齐、吕一                                        | 年代 |
| 天底良知                                        | 34   |                            | 3月15日 福建影视频道                 |                                                               | 黄觉、傅晶、马晓灿、周璞                                                | 年代 |
| 小洋楼                                          | 35   | 网页（页面存档备份，存于） | 3月17日 金华新闻综合频道             |                                                               | 方中信、邬君梅、白庆琳、何珺、何晴                                      | 年代 |
| 妈妈的花样年华                                  | 32   | 网页（页面存档备份，存于） | 3月18日 江苏城市频道                 | 9月3日 央视八套                                               | 宋丹丹、林永健、王彤、谭凯、谭松韵                                      | 生活 |
| 刑警博客                                        | 30   | 网页（页面存档备份，存于） | 3月18日 北京影视频道                 |                                                               | 王子义、张殿伦、翟天临、王诗槐                                          | 涉案 |
| 幸福生活万年长                                  | 28   |                            |                                      | 3月18日 央视八套                                              | 黄海涛，申积军                                                          | 生活 |
| 幸福绽放                                        | 30   | 网页（页面存档备份，存于） | 3月20日 上海电视剧频道               |                                                               | 马雅舒、斌子、张子枫、朱泳腾、温峥嵘、袁姗姗                            | 乡土 |
| 点金者                                          | 25   |                            | 3月22日 吉林影视频道                 |                                                               | 李成儒、姜皓严、董向荣、郭晓峰                                          | 涉案 |
| 老爸回家                                        | 35   |                            | 3月22日 天津新闻频道                 | 2014年4月8日 江西卫视                                         | 刘威、彭玉、吴冕、张一山、杨紫、张子枫                                  | 生活 |
| 独狼                                            | 30   | 网页（页面存档备份，存于） | 3月23日 湖北影视频道                 | 12月20日 天津卫视                                             | 祖锋、颜丹晨、史光辉、芦菲                                              | 抗战 |
| 不能没有家 / 晕头不转向                         | 33   |                            | 3月24日 黑龙江都市频道               | 2015年3月16日 吉林卫视                                        | 宋佳伦、闫学晶、刘佩琦、乔振宇、宋晓英                                  | 生活 |
| 刀影                                            | 31   | 网页（页面存档备份，存于） | 3月26日 上海新闻综合频道             | 2014年6月4日 四川/云南/重庆卫视                               | 高云翔、张铁林、吕夏、吕行、战菁一                                      | 年代 |
| 还是那片情 / 阿霞2                              | 23   |                            |                                      | 3月26日 黑龙江卫视                                            | 宋小宁、范艳华、姚扩、梁滨                                              | 乡土 |
| X女特工                                         | 42   | 网页（页面存档备份，存于） |                                      | 3月26日 浙江/东方/安徽/黑龙江卫视                             | 唐嫣、罗晋、吕一、魏千翔                                                | 谍战 |
| 娘要嫁人                                        | 46   | 网页（页面存档备份，存于） |                                      | 3月27日 东方/天津/北京/深圳卫视                               | 蒋雯丽、于荣光、李立群、吕中、张鲁一、徐敏                              | 乡土 |
| 妈妈圈的流言蜚语                                | 35   |                            | 3月27日 福建电视剧频道               | 11月19日 南方卫视                                             | 刘蓓、邬君梅、孔琳、王一楠                                              | 生活 |
| 老米家的婚事                                    | 32   | 网页（页面存档备份，存于） | 3月29日 江苏城市频道                 | 5月22日 江西/辽宁/湖北/陕西卫视                               | 宋丹丹、张洪杰、傅晶、周冬齐、姜妍、王阳                                | 生活 |
| 幸福满满                                        | 32   |                            |                                      | 4月2日央视八套、9月4日东南卫视                                | 姚芊羽、赵会南、姜超                                                    | 生活 |
| 乱世豪情 / 浦江危情                             | 32   |                            | 4月8日 江苏城市频道                  |                                                               | 胡海峰、车晓、刘威葳、宗平、田雨、吴冕                                  | 年代 |
| 山里娘们山里汉                                  | 35   | 网页（页面存档备份，存于） | 4月8日 北京影视频道                  | 5月4日 吉林卫视                                               | 张光北、何政军、王小利、闫学晶                                          | 乡土 |
| 有你才幸福                                      | 35   | 网页                       |                                      | 4月11日 央视一套                                              | 李雪健、刘佩琦、陶慧敏                                                  | 生活 |
| 铁血刀锋 / 暗渡                                 | 33   |                            | 4月15日 湖南经视                     | 2014年8月22日山东卫视(22:30)                                  | 于宾、刘佩琦、颜丹晨、李雯雯、杨清、薛皓文                              | 年代 |
| 枪花                                            | 32   |                            |                                      | 4月16日 浙江/天津/云南/重庆卫视                               | 王丽坤、刘丛丹、程皓枫                                                  | 抗战 |
| 江湖正道                                        | 40   | 网页（页面存档备份，存于） | 4月19日 江苏城市频道                 | 9月30日 辽宁/四川/吉林卫视                                    | 黄志忠、王劲松、斯琴高娃、柯蓝、倪大宏                                  | 抗战 |
| 天火行动 / 天火                                 | 30   |                            | 4月21日 辽宁影视剧频道               |                                                               | 王学圻、宣萱、杜雨露、巍子、周牧茵、甘婷婷                              | 年代 |
| 新编辑部故事                                    | 42   | 网页（页面存档备份，存于） |                                      | 4月22日 东方/北京/深圳卫视                                    | 吕丽萍、陈好、黄海波、井柏然、王千源、焦俊艳                            | 生活 |
| 狙击部队 / 女子炸弹部队3狼穴                    | 37   | 网页                       |                                      | 4月22日 四川/重庆卫视                                         | 王珂、赵聪、鲍琨、腾砹                                                  | 抗战 |
| 大宅门1912                                      | 39   | 网页（页面存档备份，存于） | 4月22日 徐州新闻综合频道             | 5月10日 安徽/北京/天津/河南卫视                               | 陈宝国、斯琴高娃、王志飞、张歆艺、刘佩琦、郭德纲                        | 年代 |
| 桐柏英雄                                        | 33   |                            |                                      | 4月24日 央视八套                                              | 何晟铭、张逗逗、金晨、王鸥                                              | 抗战 |
| 火线三兄弟                                      | 40   | 网页（页面存档备份，存于） | 4月27日 北京影视频道                 | 6月14日 山东/天津/湖北/黑龙江卫视                             | 张涵予、刘烨、黄渤                                                      | 抗战 |
| 商道.天问                                       | 32   |                            | 4月30日 西宁生活频道                 | 2014年10月20日 江苏卫视(深夜)                                 | 王斑、陈志朋                                                            | 年代 |
| 当人心遇上仁心 / 香木虎                         | 34   |                            | 5月1日 福建电视剧频道                | 2015年1月10日 辽宁卫视                                        | 娜仁花、杨恭如、郑国霖、岳红、黄俊鹏、潘虹                              | 乡土 |
| 唐山大地震                                      | 38   | 网页（页面存档备份，存于） |                                      | 5月3日 山东/湖北/辽宁/河北卫视                                | 陈小艺、张涵予、佟丽娅、张国立、吴越、袁文康                            | 乡土 |
| 天亮请睁眼                                      | 35   |                            | 5月3日 北京影视频道                  |                                                               | 郝平、秦沛、余皑磊、 李宜娟、高姝瑶                                     | 涉案 |
| 风影                                            | 32   |                            | 5月3日 湖北综合频道                  | 6月13日 浙江卫视                                              | 李卓霖、张若昀、单薇、章雯淇、夏添                                      | 抗战 |
| 阿娜尔罕                                        | 20   | 网页                       |                                      | 5月6日 央视一套                                               | 迪丽热巴                                                                | 乡土 |
| 兵法乡村                                        | 26   |                            |                                      | 5月6日 央视八套(上午)                                         | 李玉峰、许还幻                                                          | 乡土 |
| 沧海横流 / 战争和人 / 潇湘路一号                | 26   |                            | 5月7日 哈尔滨影视频道                | 2014年4月6日 海峡卫视                                         | 赵文瑄、邓英、刘世勋、王静、袁姗姗                                      | 革命 |
| 宝贝儿回家                                      | 30   | 网页（页面存档备份，存于） | 5月8日 浙江金华电视台/浙江嘉兴电视台 | 2014年5月31日 山东/河北卫视                                   | 陶红、董勇、盖克、李明启、夏凡、梁丹妮                                  | 生活 |
| 射天狼                                          | 40   | 网页（页面存档备份，存于） |                                      | 5月9日 央视一套/央视八套                                      | 任天野、李琦、范志博、陈逸恒、刘一含                                    | 年代 |
| 枪械师                                          | 40   | 网页（页面存档备份，存于） | 5月12日 湖南经视                     |                                                               | 谢君豪、吕良伟、孙松、林家川                                            | 抗战 |
| 假如生活欺骗了你 / 银婚                         | 40   | 网页                       | 5月12日 浙江经济生活频道             | 8月26日 北京/天津/吉林/河南卫视                               | 陆毅、秦海璐、郭京飞、吴越、耿乐                                        | 生活 |
| 真凶难逃                                        | 25   |                            | 5月18日 北京影视频道                 |                                                               | 张琰琰、刘旭                                                            | 涉案 |
| 闯关东前传                                      | 40   | 网页                       |                                      | 5月20日 央视一套/山東卫视                                     | 于小伟、赵毅、闫学晶、萨日娜、徐梵溪                                    | 年代 |
| 1977年的爱情                                    | 30   |                            | 5月24日 北京文艺频道                 |                                                               | 郭晓东、秦旋、曾黎、代乐乐                                              | 乡土 |
| 神秘人质                                        | 41   |                            | 5月25日 重庆影视频道                 | 9月26日 贵州/陕西卫视                                         | 刘小锋、黄曼、程煜、周牧茵、杨山                                        | 谍战 |
| 出生入死 / 神枪之出生入死                       | 40   |                            | 5月26日 湖北经视                     | 7月1日 北京/四川卫视                                          | 徐僧、袁志博、马诗红、文静                                              | 抗战 |
| 零炮楼                                          | 30   |                            |                                      | 5月29日 央视八套                                              | 邢佳栋、铁伟光、于震                                                    | 抗战 |
| 上阵父子兵                                      | 26   | 网页（页面存档备份，存于） |                                      | 5月30日 浙江/北京/天津/黑龙江卫视                             | 范伟、张桐、闫学晶                                                      | 抗战 |
| 智取华山传奇                                    | 30   |                            | 5月31日 上海东方电影频道             |                                                               | 保剑锋、刘涛                                                            | 抗战 |
| 战火大金脉                                      | 37   | 网页（页面存档备份，存于） | 6月2日 山东影视频道                  | 6月14日 央视八套/央视一套(上午)                               | 邵兵、黄维德、王力可、郑逸桐                                            | 抗战 |
| 戒烟不戒酒                                      | 30   | 网页（页面存档备份，存于） | 6月2日 福建电视剧频道                |                                                               | 高亚麟、何晴                                                            | 生活 |
| 我的故乡晋察冀                                  | 40   | 网页（页面存档备份，存于） |                                      | 6月5日 央视八套                                               | 孙涛、王红舟、阎学晶、杜旭东                                            | 乡土 |
| 正阳门下 / 爷们是怎样炼成的                     | 36   | 网页                       | 6月4日 湖北综合频道                  | 8月8日 央视八套                                               | 朱亚文、倪大宏、李光复、杨立新、边潇潇                                  | 乡土 |
| 狼牙英雄 / 我要当八路军                         | 37   | 网页（页面存档备份，存于） | 6月6日 湖南电视剧频道                | 7月30日 山东/天津卫视                                         | 孙逊、阎娜、姜帆、林江国、巩汉林                                        | 抗战 |
| 我们的生活比蜜甜                                | 44   |                            | 6月9日 北京影视频道                  | 2014年1月31日 吉林/陕西卫视                                   | 冯恩鹤、任程伟、王学兵、梁静                                            | 生活 |
| 错伏                                            | 30   |                            | 6月11日 扬州新闻频道                 | 2015年1月10日 云南卫视                                        | 沙溢、罗海琼、斓曦、张晞临                                              | 谍战 |
| 异镇                                            | 36   | 网页（页面存档备份，存于） | 6月11日 四川影视文艺频道             | 2015年7月17日 北京卫视                                        | 王千源、王挺、王力可、张洪睿、秦俊杰                                    | 抗战 |
| 在那白雪皑皑的季节 / 断翅的蝴蝶                 | 20   |                            | 6月12日 北京影视频道                 |                                                               | 许还幻、韩青、赵春羊、王鸿飞、周逵                                      | 涉案 |
| 战雷                                            | 32   | 网页（页面存档备份，存于） |                                      | 6月15日 安徽/浙江/北京/深圳卫视                               | 张博、姚芊羽、邢佳栋                                                    | 军旅 |
| 终结杉计划                                      | 30   |                            | 6月16日 湖北影视频道                 |                                                               | 张智霖、桑雪、肖荣生、涂黎曼                                            | 年代 |
| 错儿 / 美丽错儿                                 | 28   | 网页（页面存档备份，存于） | 6月17日 苏州生活资讯频道             | 2014年6月29日 山东卫视                                        | 储小蕾                                                                  | 生活 |
| 寻路                                            | 44   | 网页                       |                                      | 6月18日 央视一套                                              | 许铂岑、罗忆楠、刘劲                                                    | 抗战 |
| 你是我的亲人                                    | 35   |                            | 6月19日 深圳电视台都市频道           | 2019年2月27日 安徽卫视                                        | 刘蓓、姚橹、黄明                                                        | 生活 |
| 工人大院                                        | 30   | 网页（页面存档备份，存于） | 6月20日 北京影视频道                 |                                                               | 郭晓东、车永莉、刘莉莉、马丽、林继东                                    | 乡土 |
| 势不两立                                        | 35   |                            | 6月20日 重庆影视频道                 | 2014年9月22日 浙江卫视(上午)                                  | 张磊、徐佳                                                              | 涉案 |
| 烈火凤凰 / 烽火平型关                           | 32   |                            | 6月26日 四川影视剧频道               |                                                               | 丁海峰、陶慧、煜山                                                      | 抗战 |
| 说书人                                          | 34   | 网页（页面存档备份，存于） | 6月27日 武汉文艺频道                 | 7月17日 辽宁/新疆卫视                                         | 小沈阳、赵本山、李立群、伍宇娟、吴健                                    | 年代 |
| 谁是爸爸                                        | 30   |                            | 6月27日 吉视乡村频道                 |                                                               | 张国强、周蜜、崔鹏、刘雪华、寇振海                                      | 生活 |
| 大侦破                                          | 32   |                            | 7月4日 四川影视文艺频道              |                                                               | 王学兵、倪大宏、董勇、牛青峰、胡蝶                                      | 年代 |
| 武工队传奇 / 杀入敌后                           | 40   | 网页（页面存档备份，存于） | 7月6日 南方影视频道                  | 9月30日 山东/黑龙江卫视                                       | 谷智鑫、斌子、鲍鲲、赵子惠                                              | 抗战 |
| 夺宝惊魂                                        |      |                            | 7月7日 北京影视频道(17:00)           |                                                               | 边潇潇、马元、王亚彬、周舟、麦迪娜                                      |      |
| 迷局1931 / 铁血谜案                             | 34   |                            | 7月9日 上海电视剧频道                | 2019年12月15日 湖北卫视                                       | 刘涛、黄觉、何耀深、吴瑰岸、王永强                                      | 谍战 |
| 军刺 / 终极任务                                 | 35   |                            | 7月12日 上海新闻综合/湖北经济频道    |                                                               | 李嘉明、尔玛依娜、李梦男                                                | 谍战 |
| 武间道 / 终极征服                               | 30   | 网页（页面存档备份，存于） | 7月14日 深圳电视剧频道               | 2018年5月31日 陕西卫视                                        | 连奕名、杨洋、张嘉倪、田蕾希                                            | 抗战 |
| 惊情48小时                                      | 31   |                            | 7月19日 北京影视频道                 |                                                               | 李成儒、马湘宜                                                          | 涉案 |
| 我的父亲母亲/我的父亲母亲的婚姻                 | 38   | 网页（页面存档备份，存于） |                                      | 7月20日 北京卫视                                              | 陈小艺、辛柏青、冯远征、曾黎、王馥荔                                    | 生活 |
| 乡村都市情                                      | 30   | 网页（页面存档备份，存于） |                                      | 7月22日 央视八套                                              | 张红宇、袁世龙、李晓红、宋小宁                                          | 乡土 |
| 离婚协议                                        | 35   | 网页（页面存档备份，存于） | 7月23日 天津文艺频道/山东齐鲁频道    | 2015年5月30日 江西卫视                                        | 孙宁、涂松岩、张洪杰、许娣、井冈山                                      | 生活 |
| 血誓                                            | 30   | 网页（页面存档备份，存于） | 7月27日 山东齐鲁频道                 | 9月30日 湖北/天津/云南/重庆卫视                               | 杜若溪、赵鸿飞、邬靖靖、宣璐                                            | 年代 |
| 战地狮吼                                        | 32   | 网页（页面存档备份，存于） | 7月29日 上海东方电影频道             | 2015年12月14日 厦门/青海卫视                                  | 张兴哲、陈廷嘉、贾青、申军谊、王建新                                    | 抗战 |
| 热血奇侠                                        | 36   |                            | 8月2日 湖北综合频道                  |                                                               | 赵毅、李欣聪                                                            | 年代 |
| 猎狼人                                          | 30   | 网页（页面存档备份，存于） | 8月3日 黑龙江影视频道                |                                                               | 梁冠华、卫小雨、韩童生、张笑君、黄海冰、牛丽燕                          | 抗战 |
| 向着胜利前进                                    | 45   | 网页（页面存档备份，存于） | 8月3日 湖南经视                      | 9月17日 江苏卫视                                              | 吴奇隆、甘婷婷、王新、赵会南、于荣光                                    | 抗战 |
| 五台山抗日传奇之独立连                          | 40   |                            | 8月3日 广西综艺频道                  |                                                               | 王新军、李彩华、张梓烈、汤镇业、惠英红、孙耀琦                          | 抗战 |
| 义者无敌                                        | 32   | 网页（页面存档备份，存于） | 8月4日 云南都市频道                  |                                                               | 陈宝国、陈月末、田中千绘、张志坚、韩童生、刘桦                          | 军旅 |
| 穿越烽火线                                      | 38   | 网页（页面存档备份，存于） |                                      | 8月6日 央视一套                                               | 沈傲君、丁海峰、倪虹洁、范志博                                          | 军旅 |
| 血刃                                            | 27   | 网页（页面存档备份，存于） | 8月10日 深圳电视台电视剧频道         | 2015年1月12日 山西卫视                                        | 于震、何琳、庹宗华、孙玮、姜寒                                          | 谍战 |
| 反击 / 绝战蓉城                                 | 34   | 网页                       | 8月12日 北京影视频道                 | 2014年3月26日 四川卫视                                        | 郭广平、甄锡、何政军、王奎荣                                            | 谍战 |
| 平民大英雄 / 潜龙道                             | 38   | 网页（页面存档备份，存于） | 8月12日 云南都市频道                 |                                                               | 奇道、李洪涛、李欣凌、孙杨                                              | 谍战 |
| 风雷动 / 哈尔滨往事之风雷动                     | 34   | 网页                       | 8月14日 上海新闻综合频道             | 9月27日 北京/新疆卫视                                         | 王雷、涂松岩、刘欢、徐露、陈莉娜、程煜、石兆琪                          | 抗战 |
| 我的抗战之猎豹突击 / 我的抗战2                  | 39   |                            | 8月15日 四川影视文艺频道             | 2014年11月3日 山西/重庆卫视                                   | 朱泳腾、刘思彤、魏春光、于震、岳跃利、李解                              | 抗战 |
| 推拿                                            | 31   | 网页（页面存档备份，存于） |                                      | 8月15日 央视一套                                              | 濮存昕、李菁菁、张国强、刘威葳、高亚麟                                  | 生活 |
| 打狗棍                                          | 70   | 网页（页面存档备份，存于） | 8月16日 江苏城市频道                 | 10月14日 安徽/北京/天津/重庆卫视                              | 巍子、岳丽娜、杨志刚                                                    | 年代 |
| 黄金背后 / 黄金劫                               | 33   |                            | 8月16日 湖南电视剧频道               | 2014年4月8日 辽宁/陕西卫视                                    | 刘威、徐筠、高兰村                                                      | 年代 |
| 赖汉的幸福指数                                  | 34   | 网页                       | 8月16日 河北农民频道                 | 9月18日 央视八套                                              | 陈创、姜超、陶昕然、尹航                                                | 乡土 |
| 决战燕子门                                      | 42   | 网页（页面存档备份，存于） | 8月20日 山东齐鲁频道                 | 10月31日 山西/河南/贵州卫视                                   | 杨烁、于震、王力可、刘萌萌                                              | 抗战 |
| 七年之痒                                        | 40   |                            | 8月24日 吉林都市频道                 | 2014年4月27日 江西卫视                                        | 华少、文清、李金铭                                                      | 生活 |
| 暗花                                            | 36   | 网页（页面存档备份，存于） | 8月25日 山东影视频道                 | 9月2日 四川/湖北/广东卫视                                     | 赵柯、杨烁、冯恩鹤、杜雨露、谭凯                                        | 年代 |
| 穷追不舍                                        | 30   |                            | 8月26日 宁夏公共频道                 |                                                               | 杨烁、张檬、徐正曦、陈龙                                                | 谍战 |
| 铁血兄弟                                        | 32   |                            |                                      | 8月26日 央视八套                                              | 朱亚文、齐奎、刘向京、蒋恺、李奕泽                                      | 年代 |
| 暗警                                            | 35   |                            | 9月2日 山西影视频道                  |                                                               | 王奎荣、付曼                                                            | 涉案 |
| 女人进城                                        | 34   | 网页                       | 9月3日 山东齐鲁频道                  | 9月10日 央视八套                                              | 李菁菁、秦卫东、于艺璇、王晓曦                                          | 乡土 |
| 当家大掌柜 / 杏花魂                             | 32   |                            | 9月3日 哈尔滨影视频道                | 2014年9月19日 山西卫视                                        | 赵峥、童蕾、马少骅、张丹峰                                              | 年代 |
| 郑氏十七房                                      | 30   |                            |                                      | 9月3日 央视八套                                               | 吴健、李成儒、许还山、黄梅莹、阚清子                                    | 年代 |
| 孩奴 / 家有虎媽                                 | 40   | 网页                       | 9月6日 泰州新闻综合频道              | 9月27日 东方卫视                                              | 沙溢、胡可、王一楠、冯嘉怡、高蓓蓓、郭家铭                              | 生活 |
| 铁血尖刀                                        | 36   | 网页（页面存档备份，存于） | 9月8日 江苏城市频道                  | 2014年9月4日 重庆、9月18日 天津/河南                          | 沈晓海、刘小锋、杨蕊、乐珈彤                                            | 年代 |
| 天狼星行动 / 尖峰                               | 40   |                            | 9月11日 湖南经视/北京影视频道        | 11月18日 黑龙江/四川/重庆卫视                                 | 周知、刘恩佑、梁爱琪、吕一丁、李成儒、张光北                            | 抗战 |
| 红狐行动 / 红狐                                 | 32   |                            | 9月11日 上海东方电影频道             |                                                               | 刘小锋、小李琳                                                          | 谍战 |
| 狼烟 / 狼烟姐妹                                 | 40   |                            | 9月11日 陕西都市青春频道             | 12月3日 黑龙江/重庆卫视                                       | 王珂、连奕名、王新、杨若兮                                              | 抗战 |
| 谁是真英雄 / 杀倭令                             | 36   | 网页（页面存档备份，存于） |                                      | 9月15日 山东/天津/辽宁/湖北卫视                               | 小沈阳、王刚、高仁、王佳宁、徐立、郭家铭                                | 抗战 |
| 第一目标 / 水落石出5                            | 30   |                            | 9月15日 北京影视频道                 |                                                               | 刘涛(男)、陈刚                                                          | 涉案 |
| 遥远的婚约                                      | 38   | 网页                       | 9月20日 江苏城市频道                 | 2016年4月4日 央视八套                                         | 刘威葳、邵峰、刘欣、肖光奕                                              | 乡土 |
| 代号九耳犬                                      | 35   |                            | 9月21日 上海东方电影频道             | 2014年4月21日 广东/广西卫视                                   | 陈冠霖、万美汐、梁俊一、毛晓彤                                          | 谍战 |
| 冬日惊雷 / 绝地大猎杀                           | 33   | 网页（页面存档备份，存于） |                                      | 9月24日 央视一套(上)/10月23日央视八套                         | 侯勇、王雅捷、田小洁                                                    | 抗战 |
| 英雄联盟 / 抗日杀奸队                           | 45   | 网页（页面存档备份，存于） | 9月24日 山东齐鲁频道                 | 10月5日 江苏卫视                                              | 王挺、王珂、王新、谢孟伟、胡洋、魏炳桦                                  | 谍战 |
| 老家门口唱大戏                                  | 43   | 网页                       |                                      | 9月26日 央视八套                                              | 范伟、闫学晶、白恩、吴晓丹                                              | 乡土 |
| 神枪之倒刺                                      | 40   |                            | 9月27日 海南综合频道                 | 2014年5月16日 辽宁/山西/河南                                  | 徐僧、王晓晨、马诗红                                                    | 抗战 |
| 我家的春秋冬夏                                  | 33   | 网页                       | 9月29日 黑龙江都市频道               | 12月3日 安徽/东方卫视                                         | 杨立新、阎学晶、徐露、刘敏                                              | 生活 |
| 新燕子李三                                      | 42   | 网页（页面存档备份，存于） | 9月29日 天津影视频道                 | 10月10日湖北/河南、10月13日山东/云南                          | 李彩华、陈龙、刘峰超、六小龄童                                          | 年代 |
| 壮士出川 / 壮士出川之铁血征途                   | 35   | 网页                       | 10月3日 湖南经视                     | 2014年1月1日 四川卫视                                         | 林江国、吴其江、衣珊、石安妮                                            | 抗战 |
| 亲爱的                                          | 30   | 网页                       | 10月3日 江苏城市频道                 | 2014年6月5日 央视八套                                         | 闫妮、曹炳琨、何冰                                                      | 生活 |
| 冲出迷雾                                        | 36   |                            | 10月4日 黑龙江影视频道               | 2015年2月22日 四川卫视                                        | 王志飞、习雪、于洋、刘汉强、李芯逸、陈刚                                | 谍战 |
| 徐悲鸿                                          | 38   |                            |                                      | 10月6日 央视八套                                              | 吴刚、刘晓庆                                                            | 年代 |
| 兵临村下                                        | 34   |                            | 10月8日 湖北综合频道                 | 2014年1月4日 山东卫视                                         | 曹云金、林伊婷、柯伯龙                                                  | 抗战 |
| 环保局长的故事                                  | 23   |                            | 10月12日 深圳电视台电视剧频道        |                                                               | 周浩东、于月仙、郑晓宁                                                  | 生活 |
| 生死钟声                                        | 30   | 网页（页面存档备份，存于） | 10月12日 上海东方电影频道            |                                                               | 黄觉、边潇潇、王伟光、宋佳玲、于毅                                      | 谍战 |
| 二叔                                            | 38   | 网页（页面存档备份，存于） | 10月13日 江苏城市频道                | 11月15日 山东卫视                                             | 于晓光、史可、何翯                                                      | 生活 |
| 杨光的夏天                                      | 33   |                            |                                      | 10月16日 天津卫视                                             | 杨议，杨少华                                                            | 生活 |
| 陈云                                            | 30   | 网页                       |                                      | 10月20日 央视一套                                             | 谢刚、李雪峰、王霙、刘劲                                                | 革命 |
| 九死一生 / 绝密通道                             | 34   | 网页                       | 10月20日 云南都市频道                | 2014年6月27日 央视八套                                        | 斓曦、王驾麟、寇世勋、毛林林                                            | 谍战 |
| 纯真的年代 / 我的三十年                         | 38   | 网页（页面存档备份，存于） | 10月21日 辽宁都市频道                | 10月30日 江西卫视                                             | 李亚鹏、应采儿、高虎                                                    | 生活 |
| 猎天狼                                          | 36   | 网页（页面存档备份，存于） | 10月22日 湖南经视                    |                                                               | 何晟铭、徐麒雯、王双、袁姗姗                                            | 抗战 |
| 边关烽火情                                      | 36   | 网页（页面存档备份，存于） | 10月22日 上海东方电影频道            | 2015年4月12日 央视八套                                        | 安以轩、于震、曹磊、杨清                                                | 抗战 |
| 特种兵之火凤凰 / 我是特种兵3                    | 44   |                            |                                      | 10月23日 江苏卫视                                             | 徐佳、程愫、刘晓洁、杨舒、甘露（客串:侯勇、范明、刘小锋、任天野、万茜） | 军旅 |
| 姥爷的抗战                                      | 34   | 网页                       | 10月23日 河南都市频道                | 2014年12月6日 北京/四川卫视                                   | 王学圻、蒋勤勤、李子雄、李勤勤、冯静、吕一                              | 抗战 |
| 义勇义勇 / 老北风                               | 30   |                            | 10月26日 山西影视频道                | 2014年9月2日 辽宁卫视                                         | 巍子、张洪睿、赵纯阳                                                    | 抗战 |
| 家有一老 / 老余家的孽债                         | 35   | 网页（页面存档备份，存于） | 10月29日 山东齐鲁频道                | 2015年2月16日 辽宁卫视                                        | 闫学晶、杜源、张少华、郭东文                                            | 生活 |
| 苍狼                                            | 46   | 网页                       | 10月29日 湖南经视                    | 12月12日 四川卫视                                             | 潘泰名、章雯淇、吴承轩、毛俊杰                                          | 谍战 |
| 喋血孤岛                                        | 43   | 网页（页面存档备份，存于） | 10月31日 绍兴公共频道                | 2014年1月16日 贵州/陕西/广西/河北                             | 刘恺威、隋俊波、文梦洋                                                  | 谍战 |
| 戎装女人                                        | 32   | 网页（页面存档备份，存于） | 11月2日 武汉文艺频道                 |                                                               | 徐帆，高明，吴亚桥，任天野                                              | 军旅 |
| 大盛魁                                          | 56   | 网页（页面存档备份，存于） | 11月6日 吉林都市频道                 |                                                               | 于震、乔振宇、吴连生、周显欣、午马、王绘春                              | 年代 |
| 燃情密码                                        | 30   |                            |                                      | 11月10日 央视八套(上午)                                       | 王强、郭晓晓                                                            | 涉案 |
| 铁血独立营                                      | 43   |                            | 11月12日 湖南经视                    | 2014年5月4日 重庆卫视                                         | 王新军、黄小蕾、郭常辉、郭柏松                                          | 抗战 |
| 瓷都人之永不褪色的老兵                          | 2    |                            | 11月15日 景德镇电视台1套             |                                                               |                                                                         | 生活 |
| 野鸭子2                                         | 32   | 网页                       | 11月15日 深圳电视台都市频道          | 2014年4月17日 央视八套                                        | 曹曦文、张桐、左翎                                                      | 生活 |
| 闯天下                                          | 40   | 网页（页面存档备份，存于） |                                      | 11月15日 央视八套                                             | 印小天、赵文瑄、韩雯雯、杜志国                                          | 年代 |
| 生死兄弟之钢魂                                  | 33   |                            |                                      | 11月17日 新疆卫视                                             | 刘小锋、叶璇、林熙越、薛佳凝                                            | 谍战 |
| 第三种幸福                                      | 36   |                            | 11月20日 上海电视剧频道              | 2014年9月28日 江西卫视                                        | 徐帆、于小慧、任帅、毕彦君、孙桂田                                      | 生活 |
| 黎明前的抉择 / 双谍                             | 36   |                            | 11月21日 江苏城市频道                | 2014年5月2日 辽宁/河南/新疆/天津                              | 斓曦、郭家铭、巩汉林                                                    | 谍战 |
| 邻居也疯狂                                      | 32   | 网页                       | 11月21日 天津文艺频道                | 2015年1月21日 央视八套                                        | 黄明、张佳宁、刘莉莉、房子斌、王也天、杜源                              | 生活 |
| 九命刑警                                        | 30   |                            | 11月22日 大连新闻综合频道            |                                                               | 刘永生、王馨悦                                                          | 涉案 |
| 我们一家人                                      | 30   |                            |                                      | 11月23日 天津卫视                                             | 梁天、王茜、李绪良                                                      | 生活 |
| 油菜花香                                        | 32   |                            | 11月23日 深圳电视台都市频道          | 2014年9月13日 辽宁卫视                                        | 颜丹晨、印小天、范雷、王丽云、沈丹萍、梁天、柏青                        | 乡土 |
| 狼烟遍地                                        | 36   | 网页（页面存档备份，存于） | 11月24日 湖南经视                    | 2014年2月13日 河北/河南/重庆卫视                              | 靳东、黄曼、周一围                                                      | 抗战 |
| 东北剿匪记                                      | 48   |                            | 11月27日 武汉文艺频道                | 2015年3月25日 甘肃卫视                                        | 游大庆、覃文静、孙耀琦、杨洪武                                          | 年代 |
| 零下三十八度                                    | 40   | 网页（页面存档备份，存于） | 11月30日 浙江经济生活频道            | 12月15日 东方/貴州/黑龙江卫视                                 | 于和伟、王丽坤                                                          | 谍战 |
| 浮尘下的枪声                                    | 28   |                            | 11月 河源综合频道                    |                                                               | 张雷、刘磊                                                              | 涉案 |
| 打工一家亲                                      | 30   |                            | 12月1日 阜阳广播电视台新闻综合频道   |                                                               |                                                                         | 生活 |
| 渗透                                            | 34   | 网页                       |                                      | 12月3日 北京/辽宁/吉林卫视                                    | 沙溢、曹炳琨、张佳宁、于越                                              | 谍战 |
| 五月花开                                        | 25   |                            |                                      | 12月3日 央视八套                                              | 马跃、剧雪、白凡、吕一丁                                                | 年代 |
| 水木清华                                        | 30   |                            |                                      | 12月4日 央视八套(上午)                                        | 马元、郑国霖                                                            | 年代 |
| 外滩警事                                        | 30   |                            | 12月6日 上海电视剧频道               | 2014年12月2日 东方卫视(下午)                                  | 邵峰、陈廷嘉                                                            | 年代 |
| 粘豆包                                          | 33   |                            | 12月7日 天津文艺频道                 | 2014年4月6日 黑龙江/辽宁/河北卫视                             | 李菁菁、秦卫东、高正、王晓曦                                            | 乡土 |
| 正义的重量                                      | 30   |                            |                                      | 12月9日 央视八套                                              | 杜志国、王同辉、叶静                                                    | 生活 |
| 聂荣臻                                          | 30   | 网页                       |                                      | 12月11日 央视一套                                             | 林永健、齐欢、王伍福、刘劲、卢奇                                        | 革命 |
| 飞哥大英雄                                      | 40   | 网页（页面存档备份，存于） | 12月12日 深圳公共频道                | 2014年5月5日 山东/河北/山西卫视                               | 雷佳音、李梦男、刘敏                                                    | 年代 |
| 谎言背后                                        | 39   |                            | 12月12日 天津都市频道                | 2014年4月17日 浙江(上午)、4月23日湖北卫视(上午)               | 牛飘，汪洋                                                              | 生活 |
| 毛泽东                                          | 50   | 网页                       |                                      | 12月13日 亚洲联合卫视、12月25日 央视一套/湖南卫视金鹰独播剧场 | 唐国强、刘劲、王伍福、郭连文、马晓伟、宗利群                            | 革命 |
| 大漠苍狼                                        | 34   | 网页                       | 12月13日 四川影视文艺频道            | 2014年12月24日 央视八套                                       | 黄志忠、刘孜、公磊、李芯逸、刘威                                        | 年代 |
| 背影                                            | 29   |                            | 12月13日 北京影视频道                |                                                               | 刘晓虎，洪欣，蒋一铭，张译木，午马，计春华，陈昊                        | 涉案 |
| 利箭纵横                                        | 43   | 网页                       | 12月14日 天津影视频道                | 2014年1月1日 安徽/黑龙江/贵州/重庆                            | 于震、王力可、刘流、刘萌萌                                              | 抗战 |
| 归途 / 特务037 / 特务生涯                       | 31   |                            | 12月14日 上海东方电影频道            |                                                               | 王亚楠、王子瑜                                                          | 乡土 |
| 兄弟車行                                        | 30   | 网页                       |                                      | 12月15日 央视八套                                             | 房子斌、王斑、柳小海                                                    | 生活 |
| 孤胆英雄                                        | 45   |                            | 12月15日 上海东方电影频道            |                                                               | 郑国霖、蒋林静、周扬、杨菲洋                                            | 谍战 |
| 无贼                                            | 48   | 网页                       |                                      | 12月20日 北京/江西/陕西/湖北卫视                              | 殷桃、张国强、孙海英、曹炳琨、贾青                                      | 涉案 |
| 密使2之江都谍影 / 不曾逝去的岁月                | 30   | 网页（页面存档备份，存于） | 12月21日 北京影视频道                | 2014年5月20日 浙江/山东/贵州/黑龙江                           | 于震、颜丹晨、刘钧、王乐君、韩烨                                        | 谍战 |
| 大掌门 / 年画                                   | 30   | 网页                       |                                      | 12月23日 央视八套                                             | 张桐、童瑶、姜超                                                        | 抗战 |
| 东山学堂                                        | 21   |                            |                                      | 12月24日 央视八套(上午)                                       | 王子刚、宋佳玲                                                          | 革命 |
| 猎魔                                            | 34   | 网页（页面存档备份，存于） | 12月27日 江苏城市频道                | 2015年1月27日 河北卫视                                        | 刘小锋、陈紫函、方子哥、舒耀瑄、韩烨                                    | 抗战 |
| 穿越火线 / 战地尖刀                             | 38   | 网页（页面存档备份，存于） | 12月27日 湖北影视频道                | 2014年10月18日 山东/黑龙江卫视                                | 王挺、连奕名、谷智鑫                                                    | 抗战 |
| 海上孟府 / 大孟府                               | 42   |                            | 12月27日 辽宁都市频道                | 2015年6月11日 广东/东南卫视                                   | 段奕宏、廖凡、陈冲、曾江                                                | 年代 |
| 鄂尔多斯婚礼                                    | 18   |                            |                                      | 12月29日 内蒙古蒙语卫视                                       |                                                                         | 乡土 |
| 先锋1931                                        | 30   |                            | 12月30日 dvd                         |                                                               | 郭凯敏、杨圣文                                                          | 抗战 |

## 停拍
注：以偶像剧为主
| 剧名           | 集数 | 日期                                   | 主演                                         | 题材 |
| -------------- | ---- | -------------------------------------- | -------------------------------------------- | ---- |
| 对不起爱上你   |      | 2013年1月开机，2月停拍，2015年改名复拍 | 吴秀波、刘诗诗、耿乐、杨雪、是安、张芷溪     | 都市 |
| 江淮依旧       |      | 2013年5月开机，6月停拍                 | 何润东、郑爽、于和伟、陶泽如、富大龙、郭晓婷 | 古装 |
| 如果不曾爱过你 |      | 2013年7月，9月停拍                     | 于小伟、胡杏儿、丁子峻、李雯雯、岳跃、郑希怡 | 都市 |
| 仙剑外传       |      | 2013年11月开机前停拍                   | 蒋劲夫、宋茜、颖儿                           | 古装 |